# Windows Server 2019
Windows Server 2019是微軟推出的第八個Windows Server系列作業系統，也是Windows 10的第二個伺服器版本（基於Windows 10 1809），由於年份與上一版本相隔3年，取消了以R2為後綴的傳統。它的第一個早期預覽版本（技術預覽版）於2018年3月20日發布，正式版已于同年10月2日上市发布， 因为存在问题，重新发布版本在2018年11月13日上市。

## Windows Admin Center
Windows Admin Center 是以瀏覽器為基礎在本機部署的應用程式，用於管理伺服器、叢集、超融合式基礎結構以及 Windows 10 電腦。 除了 Windows 本身以外，不需另付費用，而且可以立即使用於生產環境中。
使用者可以安裝在 Windows Server 2019，以及 Windows 10 和舊版的 Windows 和 Windows Server 上的 Windows Admin Center，並使用它來管理伺服器和執行 Windows Server 2008 R2 的叢集和更新版本。

## 系統需求
- 處理器(CPU)最低需求：
  - 1.4GHz 64位元處理器
  - 相容於x64指令集
  - 支援NX與DEP
  - 支援CMPXCHG16b、LAHF/SAHF與PrefetchW
  - 支援第二層地址轉譯 (EPT或NPT)

## bug问题

### 数据丢失
此版本于2018年10月2日发布的原始版本存在一个错误，从旧版本的Windows Server 2012 R2和2016升级这版本会删除文档、音乐、图片和视频目录下的所有文件。

### Windows 更新

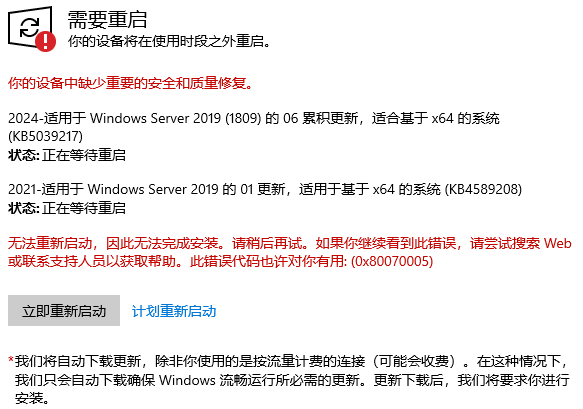
截图

Windows 更新存在问题，如果更新完成后点击重启不起作用，会出现0x80070005错误，唯一的点开始菜单上的电源键重启。